# Leptomicrobothrium longiphallus
Leptomicrobothrium longiphallus är en plattmaskart som beskrevs av Dillon och Hargis 1965. Leptomicrobothrium longiphallus ingår i släktet Leptomicrobothrium och familjen Microbothriidae. Inga underarter finns listade i Catalogue of Life.